# Geranium saxatile
Geranium saxatile là một loài thực vật có hoa trong họ Mỏ hạc. Loài này được Kar. & Kir. mô tả khoa học đầu tiên năm 1842.